# Municipio de Griffin (condado de Pope)
El municipio de Griffin (en inglés: Griffin Township) es un municipio ubicado en el condado de Pope en el estado estadounidense de Arkansas. En el año 2010 tenía una población de 839 habitantes y una densidad poblacional de 9,5 personas por km².

## Geografía
El municipio de Griffin se encuentra ubicado en las coordenadas 35°25′39″N 92°53′10″O / 35.42750, -92.88611. Según la Oficina del Censo de los Estados Unidos, el municipio tiene una superficie total de 88.28 km², de la cual 87,9 km² corresponden a tierra firme y (0,43 %) 0,38 km² es agua.

## Demografía
Según el censo de 2010, había 839 personas residiendo en el municipio de Griffin. La densidad de población era de 9,5 hab./km². De los 839 habitantes, el municipio de Griffin estaba compuesto por el 97,02 % blancos, el 0,12 % eran amerindios, el 0,12 % eran asiáticos, el 0,12 % eran de otras razas y el 2,62 % eran de una mezcla de razas. Del total de la población el 2,15 % eran hispanos o latinos de cualquier raza.